# Université d'État de Boise
Pour les articles homonymes, voir Boise (homonymie).
L'université d'État de Boise (ou Boise State University en anglais) est une université publique de l'État de l'Idaho aux États-Unis. Elle est située dans la ville de Boise.
Dans le domaine sportif, les Broncos de Boise State défendent les couleurs de l'université.